# Варлаам (Леницкий)
Архиепископ Варлаам (в миру Василий Леницкий; последняя четверть XVII века, Киев — 8 января 1741, там же) — епископ Русской православной церкви, епископ Псковский и Нарвский.

## Биография
Родился в Киеве. Согласно семейному преданию, происходит из польского дворянского рода Леницких-Рогалей.
Окончил Киево-Могилянскую академию. В конце XVII — начале XVIII веках игумен Густынского монастыря на Украине.
В 1711 году выполнял функции домового священника Б. П. Шереметева в Прутском походе. В 1711—1712 годах — священник при посольстве М. Б. Шереметева и П. П. Шафирова в Адрианополе и Стамбуле.
В 1712 и 1713 в качестве паломника жил в Иерусалиме. В связи с объявлением войны Турцией России пытался бежать в Венецию, но схвачен турками на Кипре и заключён в тюрьму. Освобождённый 1 марта 1714 года, вернулся в Константинополь и в апреле-мае работал над «хождением», важным источником по истории русско-турецких отношений начала XVIII века. Осенью 1714 вернулся в Россию вместе с П. А. Толстым, Шереметевым и Шафировым.
С 1715 (по другим источникам с 1716) года назначен игуменом Киевского Михайловского Златоверхого монастыря.
31 мая 1719 года хиротонисан во епископа Суздальского и Юрьевского. Во время управления епархией наблюдал за первой женой Петра I Еленой Лопухиной, содержавшейся в суздальском Покровском монастыре и принимал участие в следствии по её делу.

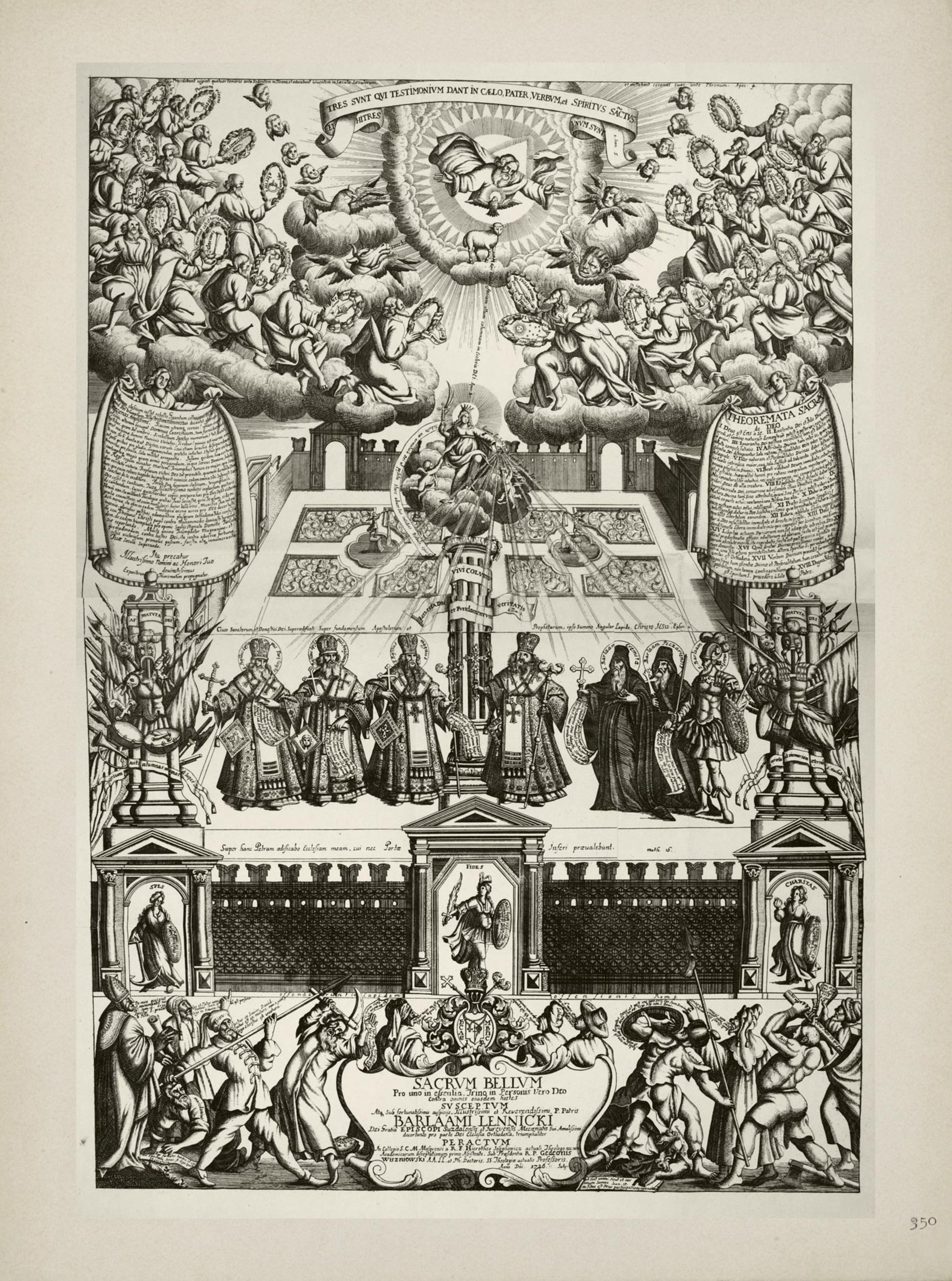
Архиепископ Варлаам Леницкий, торжественная грамота

В 1722 лишён Святейшим синодом епископского сана «за непорядки в епархии» и пьянство. Кроме того, Варлаам был уличён в том, что собрал взяток на общую сумму в 2801 рубль. Две тысячи из них он отправил в Киево-Печерский монастырь, где намеревался обеспечить себе безбедную старость, а на 700 рублей заказал золотую архиерейскую шапку. Позже жалован Петром I.
19 апреля 1724 года хиротонисан во епископа Коломенского и Каширского. В Коломне при епископе Варлааме была создана архиерейская школа для детей священнослужителей, которая размещалась в архиерейском корпусе Свято-Троицкого Ново-Голутвина монастыря. Содержалась школа на доходы архиерейского дома и сборы с церковных и монастырских земель. В 1725 году в коломенской духовной школе обучалось 30 человек.
Епископ Варлаам участвовал в коронации Екатерины I и погребении Петра I. В 1726 году опубликовал «Слово в день великомученицы Екатерины». В отместку за преследование Лопухиной, предположительно с ведома Петра II, переведён 7 сентября 1727 года епископом в Астрахань, охваченную чумой, в которую прибыл 15 сентября. В 1727 и 1728 годах, в Астрахани в результате морового поветрия умерло до 18 тысяч человек, в том числе много духовенства.
При Варлааме была заведена в Астрахани славяно-латинская школа, в которой обучали детей духовенства и иных сословий азбуке, псалтири, часослову и латинской грамматике. В первое время в школе обучались дети посадских и дворовых людей, а духовные всячески уклонялись от школы. Уклонявшимся от посылки своих детей в школу посылались указы с угрозою штрафов и отрешения от должности.
По Высочайшему указу от 7 июня 1730 года он был переведён из Астрахани и назначен епископом Переяславским и Бориспольским, викарием Киевской епархии.
По отъезде же его из Астрахани, духовенство под разными предлогами стало разбирать из школы своих детей, а потом «Астраханское купечество от вышних и до нижних», распоряжением от 18 ноября 1731 года, решило закрыть школу, «понеже латинскаго диалекта обучение к купечеству не приличествует». Таким образом славяно-латинская школа в Иоанно-Златоустовском приходе, единственное учебное заведение в Астрахани, прекратила своё существование, а учитель школы Горошковский поступил на службу в Консисторию.
В 1730 году назначен епископом Псковским, а 13 апреля 1731 года возведён в сан архиепископа.
В 1738 или 1739 году из Пскова он уволен на покой в Киево-Печерский монастырь, где и скончался 8 января 1741 года. Погребен в Киево-Печерской Лавре.